# Nationale Venstre
Det Nationale Venstre var et grundtvigsk farvet politisk parti, der var repræsenteret i Folketinget 1864-1870. Partiet var tilhænger af den almindelige valgret og bekæmpede derfor forfatningsændringen i 1866. Var modstander af Freden i Wien i 1864, hvor Sønderjylland blev afstået til de tyske magter. Partiets ledende politikere var Sofus Høgsbro, Christopher Krabbe og Christen Berg. I 1870 indgik partiet i det Forenede Venstre.
| Politisk parti | Spire Denne artikel om et politisk parti eller gruppe er en spire som bør udbygges. Du er velkommen til at hjælpe Wikipedia ved at udvide den. |